# Iviraiva pachyura
Espèce
Synonymes
- Tama pachyura Mello-Leitão, 1935
- Tama brasiliensis Piza, 1937
- Tama karinae Carcavallo, 1961

Iviraiva pachyura est une espèce d'araignées aranéomorphes de la famille des Hersiliidae.

## Distribution
Cette espèce se rencontre au Brésil, au Paraguay, en Uruguay et en Argentine.

## Description
Les mâles décrits par Rheims et Brescovit en 2004 mesurent de 5,20 à 6,20 mm et les femelles de 6,30 à 8,50 mm.

## Publication originale
- Mello-Leitão, 1935 : Dois generos raros de aranhas nas colleccoes do Instituto Butantan. Memórias do Instituto Butantan, vol. 9, p. 363-366.